# Blumlage/Altstadt
Blumlage/Altstadt ist ein Ortsteil der Stadt Celle in Niedersachsen, der sich aus der Celler Altstadt (1517 Einwohner) und östlich davon Blumlage (6628 Einwohner) zusammensetzt. Nördlich umfließen ihn die Aller und südlich die Fuhse.

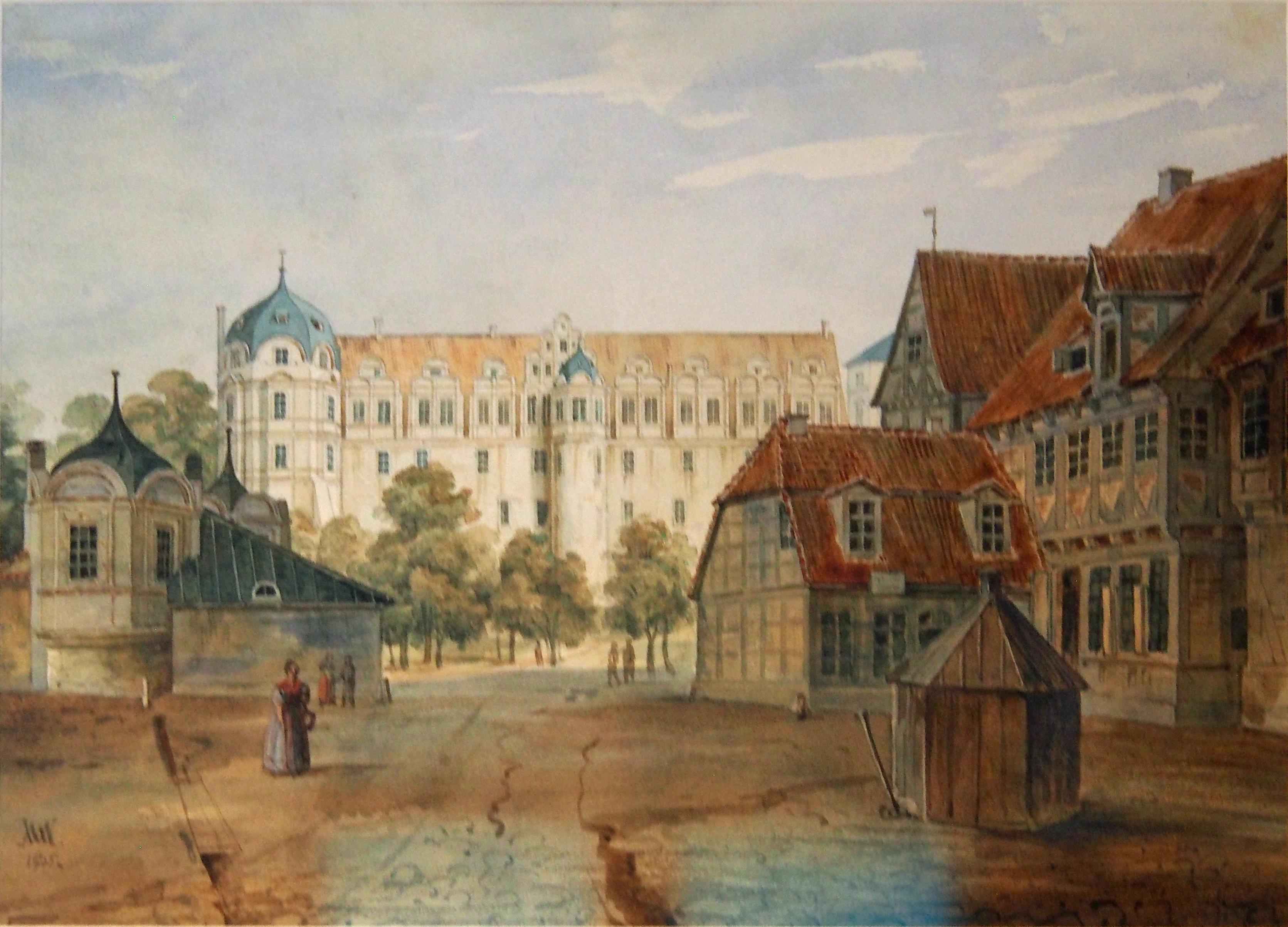
1835 – Die Stechbahn mit Blick auf das Celler Schloss. Im Vordergrund ist einer der 21 Notbrunnen der Stadt dargestellt, dahinter die Schlosspförtnerei.

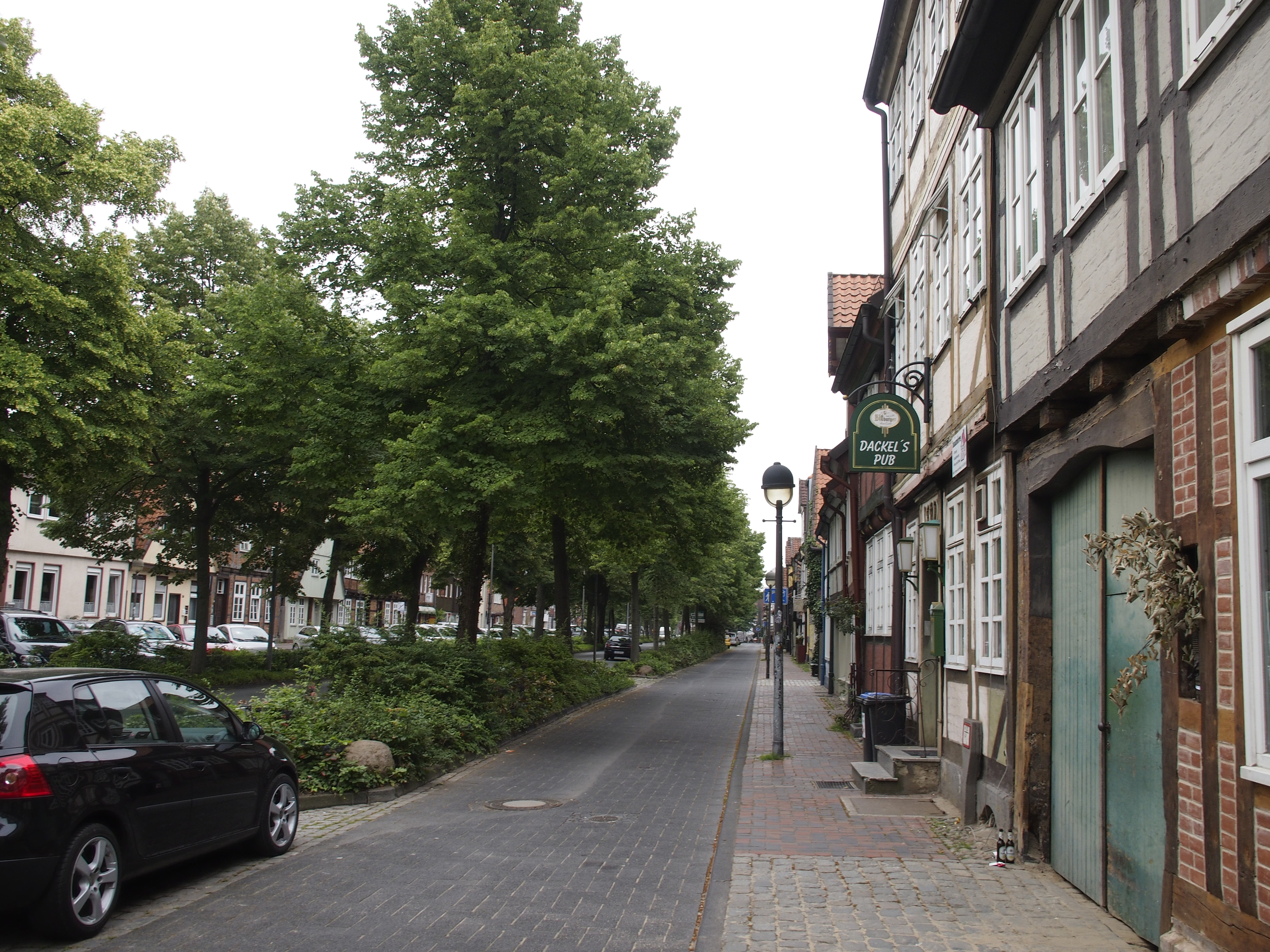
Fachwerkhäuser in der Blumlage

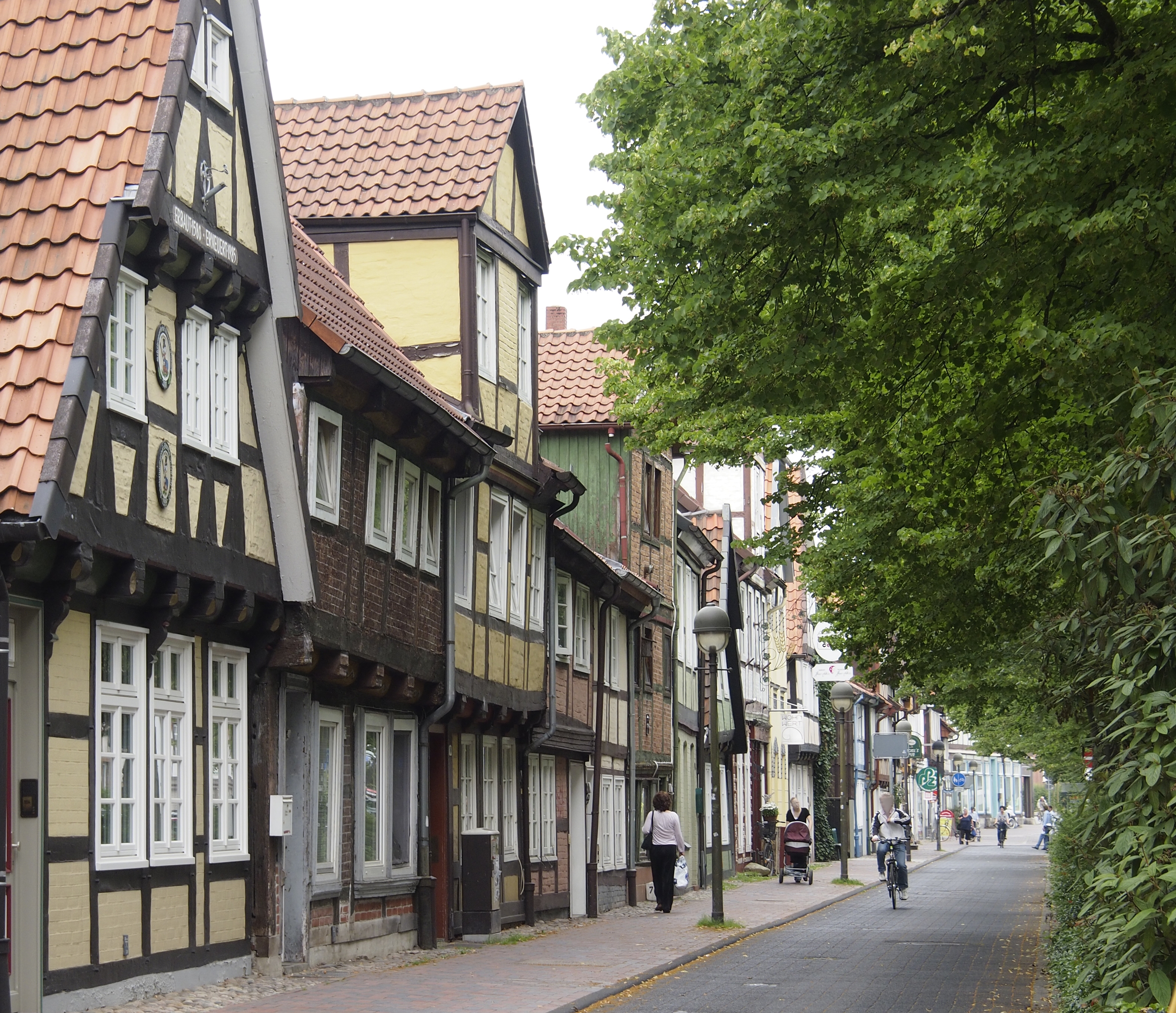
Fachwerkhäuser in der Blumlage

## Geschichte
Die Blumlage ist die älteste Vorstadt Celles. Zunächst war sie ein Dorf im Bereich Mauernstraße-Großer Plan-Bergstraße. Die ältesten Nachrichten über die Blumlage erhalten wir zu Beginn des 14. Jahrhunderts, wenngleich Stadtchronist Clemens Cassel (1850–1925) die Vermutung aussprach, dass die dicht an der Südmauer der Stadt befindliche Siedlung vielleicht schon vorhanden gewesen sei, ehe Celle (Neucelle) angelegt war.
Propst und Konvent zu Wienhausen bekundeten mit Urkunde vom 23. Juni 1308, dass die Entschädigung, die dem Propst für die Abhaltung des Sendgerichts in Celle statt in Wienhausen zu zahlen war, auf zwei Häuser am Markt verschrieben worden war. In der Urkunde taucht die erste Erwähnung von „de Blomenlage“ auf.
Herzog Otto von Braunschweig und Lüneburg stiftete mit Urkunde vom 24. Juni 1325 die Vicarie des heiligen Kreuzes in der Kirche zu Celle, schenkte derselben jährliche Einkünfte aus dem Zoll zu Celle und befreite die ihr geschenkten Güter zu Altencelle („Oldentzelle“), Westercelle („Westertzelle“) und Blumlage („Blomelage“) von Lehns- und Weichbildspflicht mit Zustimmung seiner Söhne Otto und Wilhelm und des Rates zu Celle. Von dieser Urkunde liegt heute nur noch die Bestätigung durch Herzog Wilhelm von Braunschweig und Lüneburg vom 25. November 1364 vor.
Offensichtlich besaß Clawes de honesche dort ein Haus und eine Worth (eingefriedigtes Gebiet), worüber es heißt: „Clawes de honesche eyn hus vnnd eyne worth vp der Blomelage vnnd gilt alle Jare vif luneborgher schillinge, de worth dar de vorbenomede here Dyderick vppe woneth by der olden vlutemanschen gaff Ruseke.“
In einer Urkunde vom 12. Juni 1354 wird Ludeke Blomenlage („ludeke blomenlaghe“), Bürger zu Celle, erwähnt.
Segeband van dem Brede und seine Frau Mechthild schenkten der Vikarie St. Gertrudis in Celle am 24. Juni 1376 eine Hausstätte auf der Blumlage. Die Brüder Ernst, Otto und Hartmann Bodendorp stifteten am 1. Mai 1389 mit einem Hof auf der Blumlage am Altar St. Gertrudis eine Memorie für ihre Eltern.
Vom 12. November 1381 bis zum 31. Mai 1382 verzeichnete der Vogt Segeband Voss die herzoglichen Einnahmen auf dem Schloss Celle. Unter den Zinspflichtigen war auch Simon v. d. Blomenlage, der zwischen den Dörfern Osterloh und Burg einzelnstehend aufgeführt wurde:
Borch   Ranse IIIIor mark   hilleke IIIIor ß

Symon van der blomelage VIII ß van lande.
In einem weiteren Verzeichnis von 1383/84 erfahren wir von einem Meier zu Blumlage („den meygerschen vpper hoppenborch vnde blomelaghe to keklende“).
Im Jahre 1392 erteilte der Hildesheimer Bischof Gerhard die Erlaubnis zum Bau des Siechenhaus St. Georg. Der Zollbeamte Manecke schrieb hierzu: „Das Hospital St Jürgen liegt zwar am Ende der Vorstadt, die Blumenlage, steht doch aber unter der Stadtverwaltung und Gerichtsbarkeit. Vielleicht ist es das, zu dessen Anlage der B. Gerhard zu Hildesheim der Stadt Neucelle 1392 die Erlaubniß ertheilte. Es hat seine eigene Kirche, die Pfarrkirche für die Blumenlage ist.“
Der Rat zu Celle bezeugte urkundlich unter dem 25. Januar 1408 die Stiftung einer Memorie in der Stadtkirche durch Hinrich Tolner, Propst zu Ebstorf („Ebbekestorpe“, vgl. übernächsten Absatz), und seine Tante Sophie. Darin wurde Tolners Besitz „uppe der lutken Blomelage“ angesprochen: „ene kotstede, hus und hoff belegen uppe der lutken Blomelage vor dem Stendore, dar ichteswanne Roggeleff uppe gewonet hadde, dat eyne mark to tynse plecht to gevende ...“
Die Schützengesellschaft Altenceller Vorstadt führt ihren Ursprung auf das Jahr 1428 zurück, hierüber fehlen nähere Informationen. Aus der Zeit um 1430 liegt ein Verzeichnis der Zinspflichtigen der Sluterie Celle (Burgvogtei Celle) vor. Darin heißt es:
Item tyns vppe der blomelage.
Item hermans bischup viij s (8 s.)

Item dedit hans soltaw ij s (2 s.)

Item Ebkestorpes hus x s (10 s.)

Item dedit leneke v s (5 s.)

Item nyemans hus viij s (8 s.)

Item hermen varnekamp x s (10 s.)

Item hermen volkener xij s (12 s.)

Item diderik ratman viij s (8 s.)

Item gert haselhorstes hus ix s (9 s.)

Item de rodesche viij s (8 s.)

Item de houemester v s (5 s.)

Item karsten wagenknecht v s

Item hohoff x s
Mit Urkunde vom 10. Mai 1464 verlieh Otto, Herzog zu Braunschweig und Lüneburg, den Bürgern von Celle und den Einwohnern der Blumlage das Recht, dass nur sie auf der Blumlage und in der Nähe von Celle Kornspeicher anlegen durften.
Um das Jahr 1530 wurde die Blumlage bei der Erweiterung der Stadt Celle eingemeindet und das Blumläger (Braunschweiger) Tor, das im Schnittpunkt von Post-, Mauern- und Rundestraße stand, abgerissen. Die Bewohner der Blumlage mussten sich, soweit sie herzogliche Hörige waren, einer Verlegung ihrer Wohnsitze vor das Altenceller Tor unterziehen. Die Siedlung, welche dadurch entstand, pflanzte die alte Benennung weiter fort. Die bauliche Anlage der jetzigen Blumlage weist noch darauf hin, dass diese Vorstadt einer Massenversetzung von Menschen, die nach einem bestimmten Plan die Hausstätten zu setzen hatten, ihr Entstehen verdankt.
Ihr Kern liegt auf dem Gelände jenseits des Blumläger alten Kirchhofs bis an den so genannten Kamp, den ehemaligen herzoglichen Küchengarten. Spätere Ansiedler ließen sich weiter stadtwärts zu nieder. Nach dieser Seite hin lagen nämlich nachgehends Häuser, die als „neue“ bezeichnet wurden und von der Landesregierung mit einem besonderen Abgabensatz belastet waren. 1631 waren bereits 68 derartige Neubauten in der Blumlage und Masch vorhanden. Es unterlag Clemens Cassel „keinem Zweifel“, dass beides ursprünglich besondere Siedlungen waren, von denen die letztgenannte zwar die ältere, schon vor 1530 entstandene, aber auch die bedeutungslosere war; erst als im Jahre 1637 die Zahl der Ansässigen dort um sieben Bürgerfamilien verstärkt worden war, erhielt sie geschichtliche Bedeutung.

## Politik

### Ortsrat
Der Ortsrat Blumlage/Altstadt setzt sich aus neun Mitgliedern zusammen.

Seit der letzten Kommunalwahl vom 12. September 2021 verteilen diese sich wie folgt:
| Ortsrat 2021Insgesamt 9 Sitze - SPD: 2 - Grüne: 2 - Unab.: 1 - FDP: 1 - CDU: 2 - AfD: 1 |

### Ortsbürgermeister
Ortsbürgermeister ist Christoph Engelen.

## Religion
Der Ortsteil ist als Teil der Stadt Celle Teil des evangelisch-lutherischen Kirchenkreises Celle und umfasst die Kirchengemeinden Stadtkirche und Blumlage.
Ebenfalls liegt der Ortsteil wie der gesamte Landkreis Celle im Bistum Hildesheim.

## Gebäude, Kultur und Sehenswürdigkeiten
Der Ortsteil bietet vor allem durch die unzerstört gebliebene Altstadt eine Fülle von Sehenswürdigkeiten:
- Die Stadtkirche wurde 1308 als St. Marien-Kirche geweiht. Sie enthält die Grabmäler der Celler Herzöge.
- Die katholische Ludwigskirche von 1838.
- Die Blumläger St.-Georg-Kirche mit 1652 neben einer älteren Kapelle errichteten Kirchenraum, der Turm wurde erst 1892 gebaut.
- Die Synagoge wurde 1740 als Fachwerkbau errichtet und dient seit 1997 wieder als Gotteshaus der Neuen Jüdischen Gemeinde.
- Das vom Schlosspark umgebene Celler Schloss wurde im 14. Jahrhundert aus einer älteren Burganlage zum Herzogsitz umgebaut. Ab 1530 folgte der Umbau zum Renaissanceschloss, zwischen 1665 und 1705 gab man ihm schließlich sein überwiegend barockes Gepräge.
- Das Alte Rathaus entstand 1292 unter Herzog Otto dem Strengen bei der Anlage der Stadt Celle. Es wurde im 14. und 16. Jahrhundert weiter ausgebaut.
- Das Neue Rathaus wurde 1873 als „Große Infanterie-Kaserne“ dem Hannoverschen Infanterie-Regiment Nr. 77 bereitgestellt. Seit 1999 dient die so genannte Heidekaserne der Celler Stadtverwaltung als Rathaus.
- Das reich verzierte Hoppener Haus von 1532 erhebt sich über sechs Geschosse.
- Das Bomann-Museum in Celle (1892 gegründet) ist das drittgrößte Museum in Niedersachsen.
- Zahlreiche weitere Fachwerkhäuser der Altstadt wurden originalgetreu restauriert.

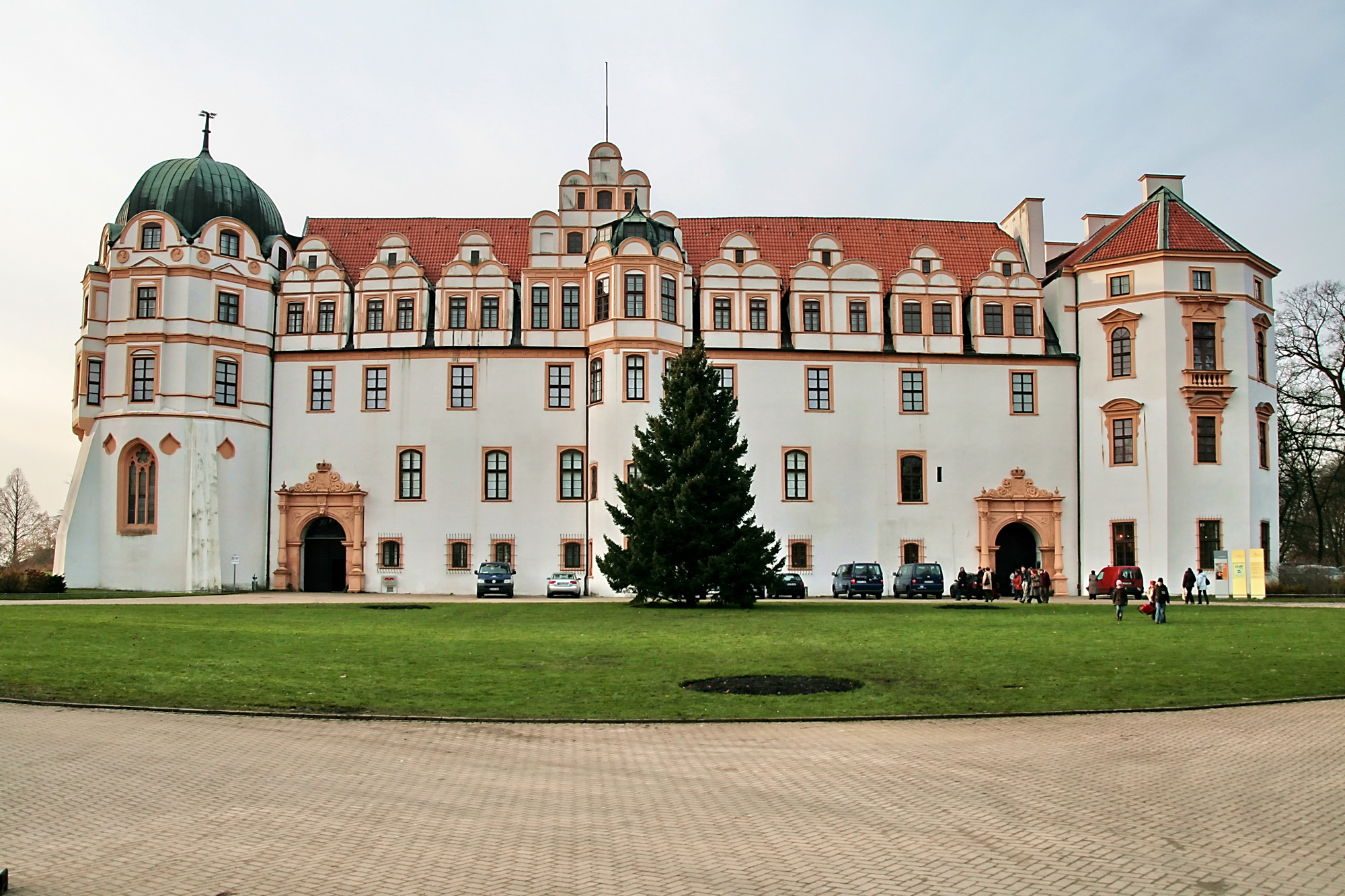
Herzogschloss Celle
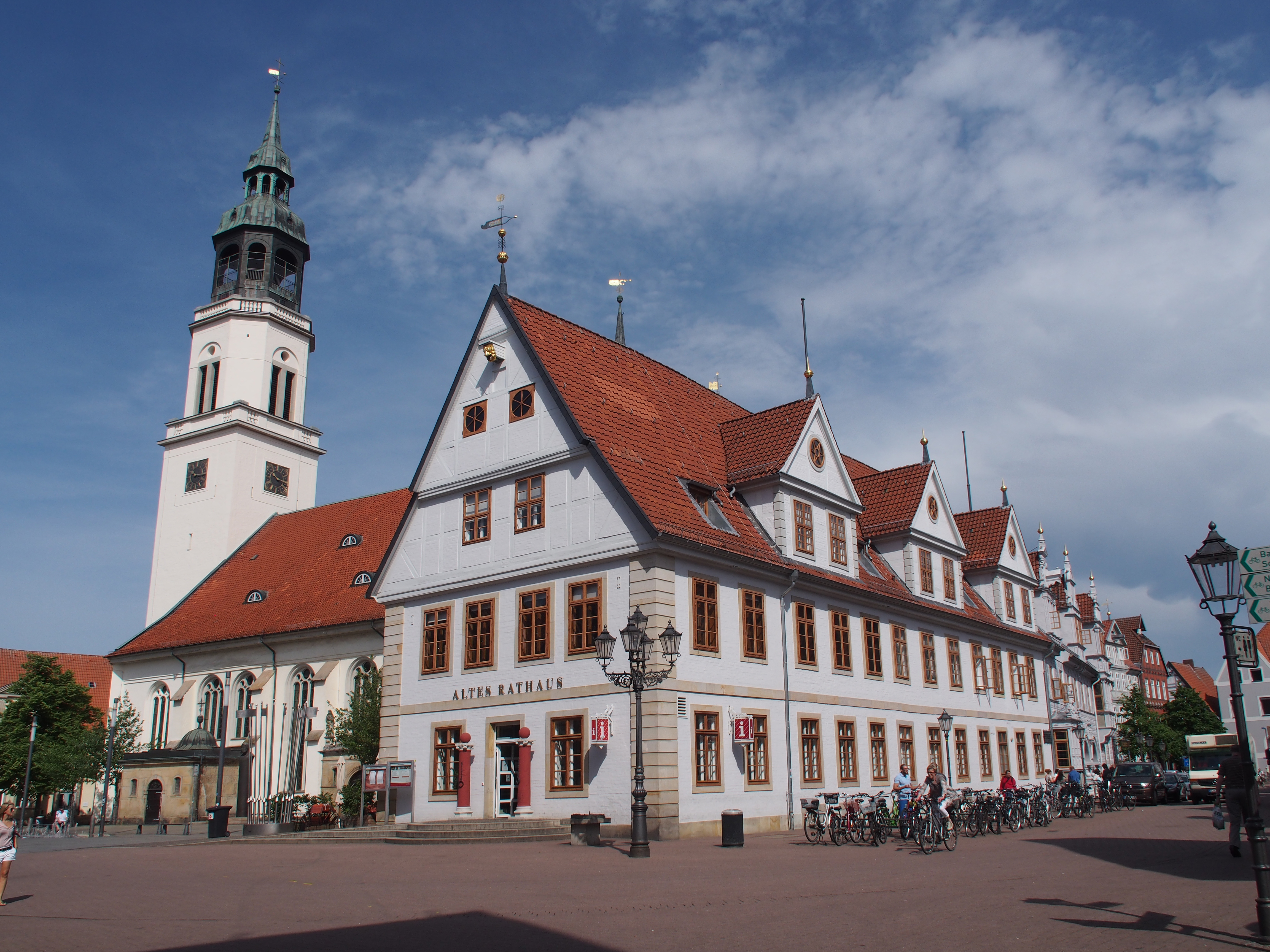
Altes Rathaus und Stadtkirche St. Marien
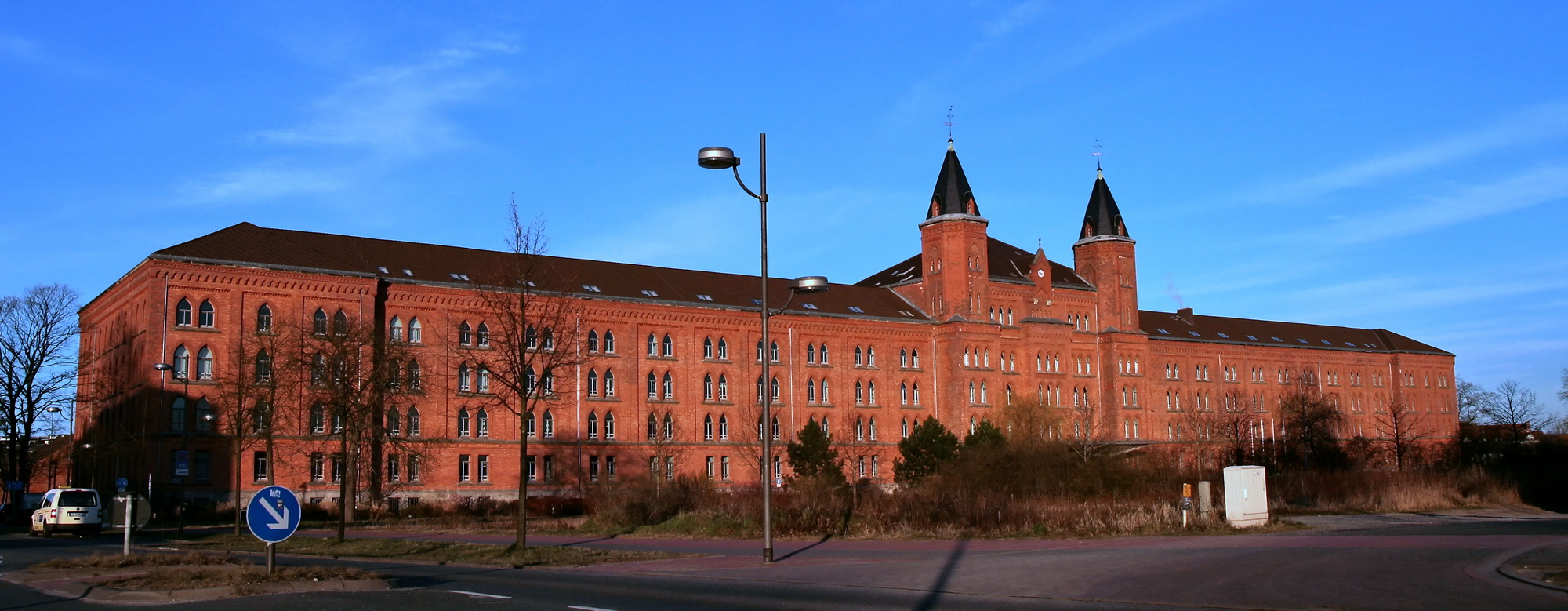
Neues Rathaus Celle
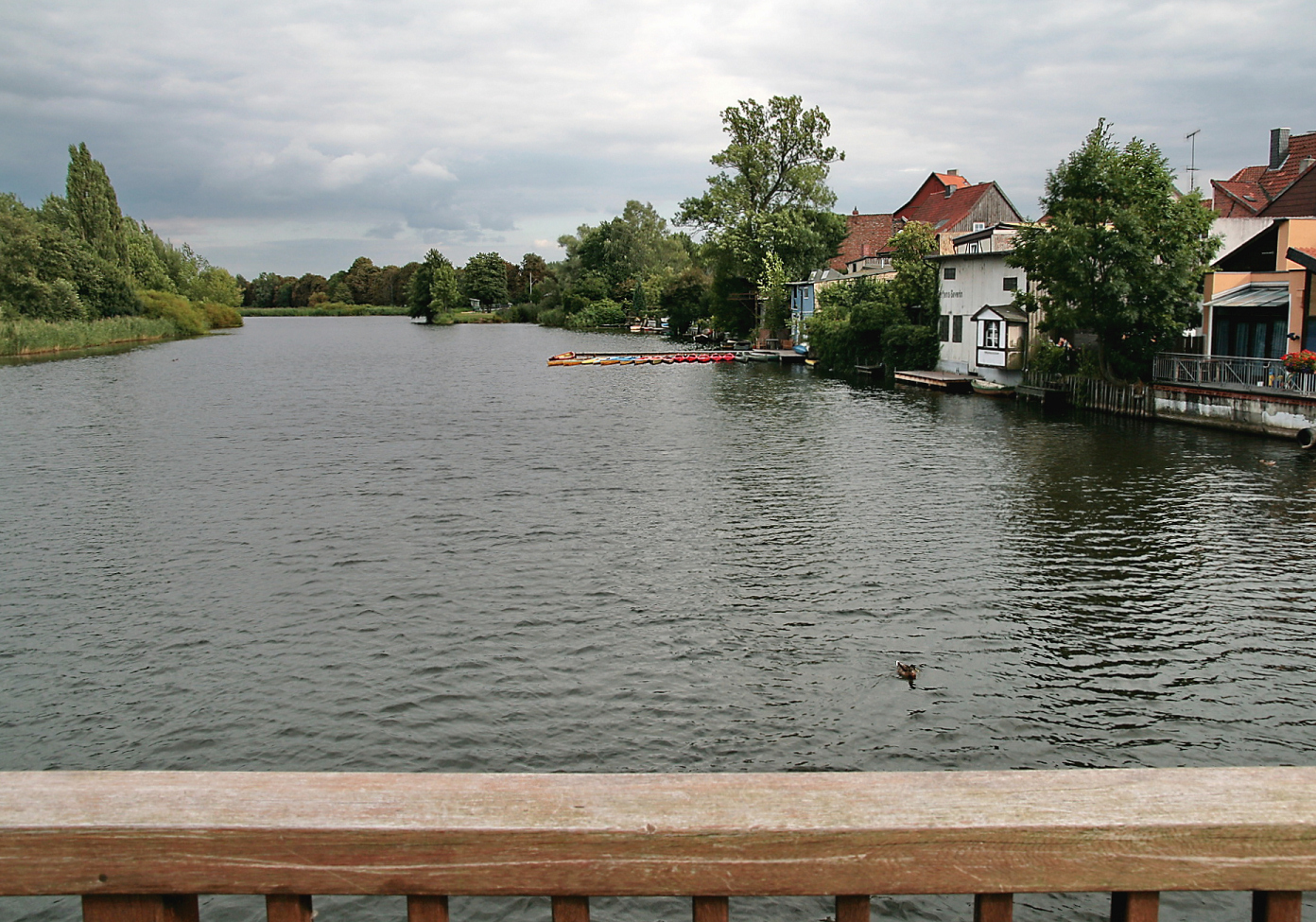
Allerblick in Blumlage (Celle)
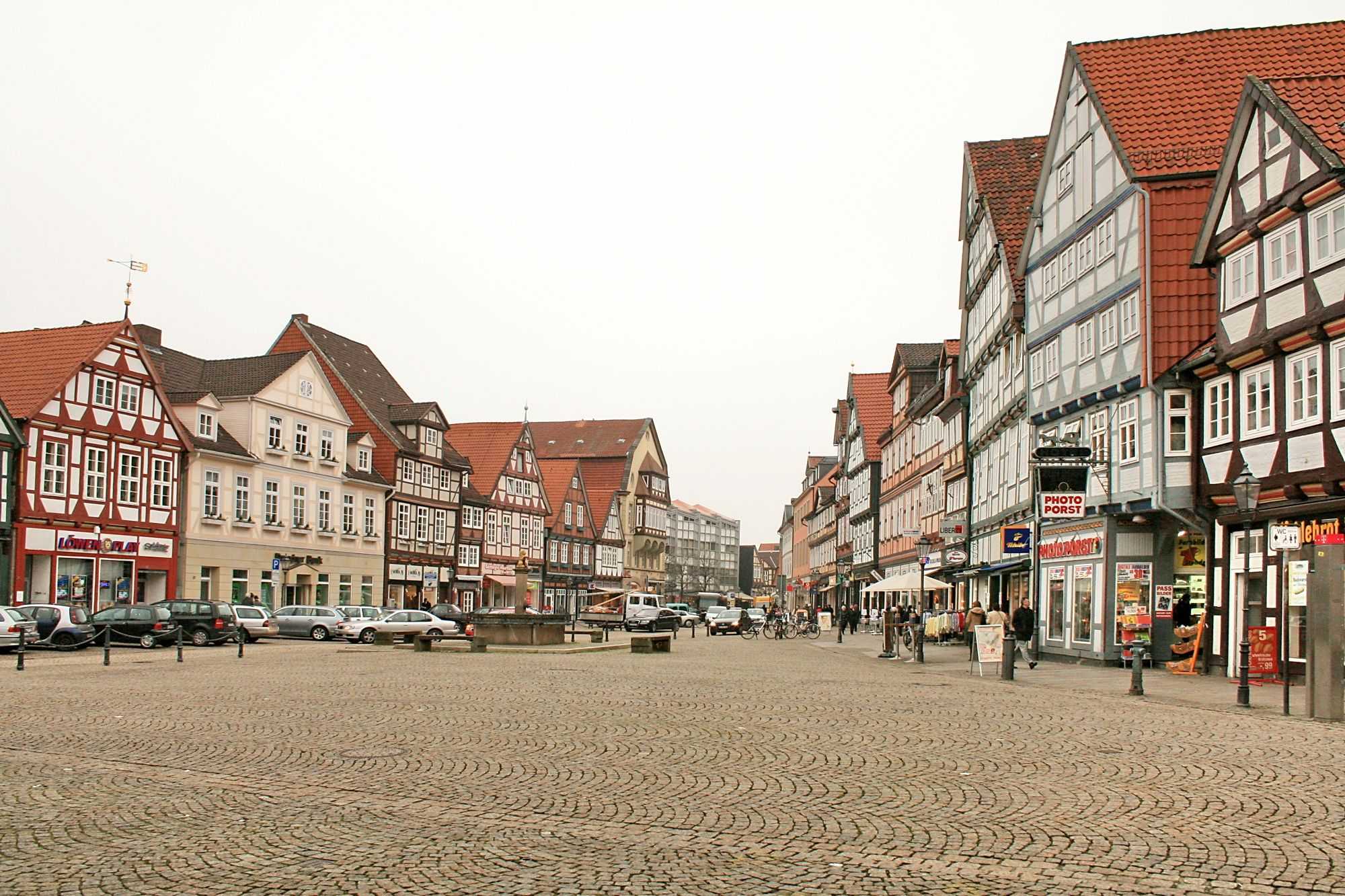
Marktplatz der Celler Altstadt
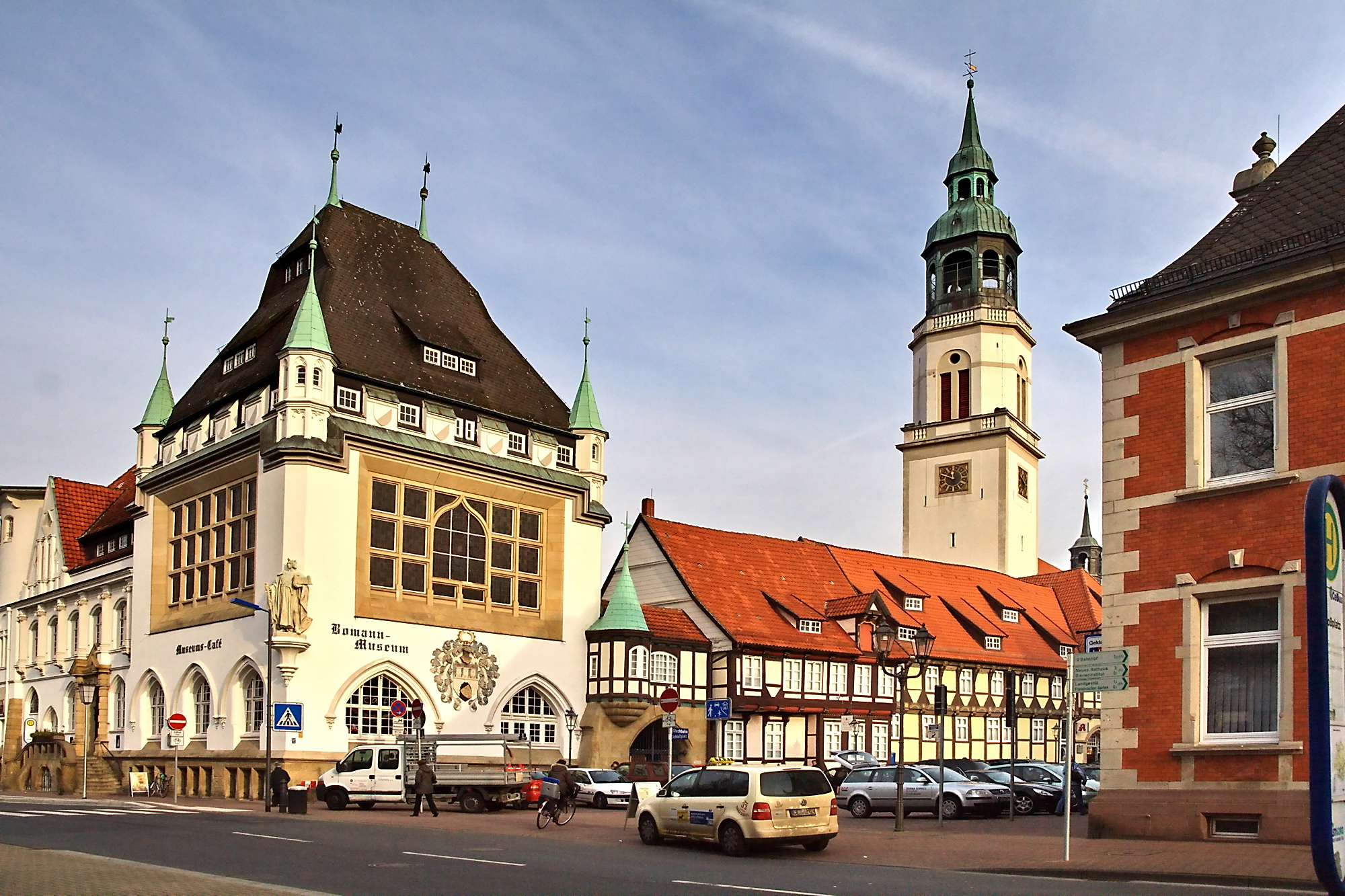
Bomann-Museum und Stadtkirche Celle
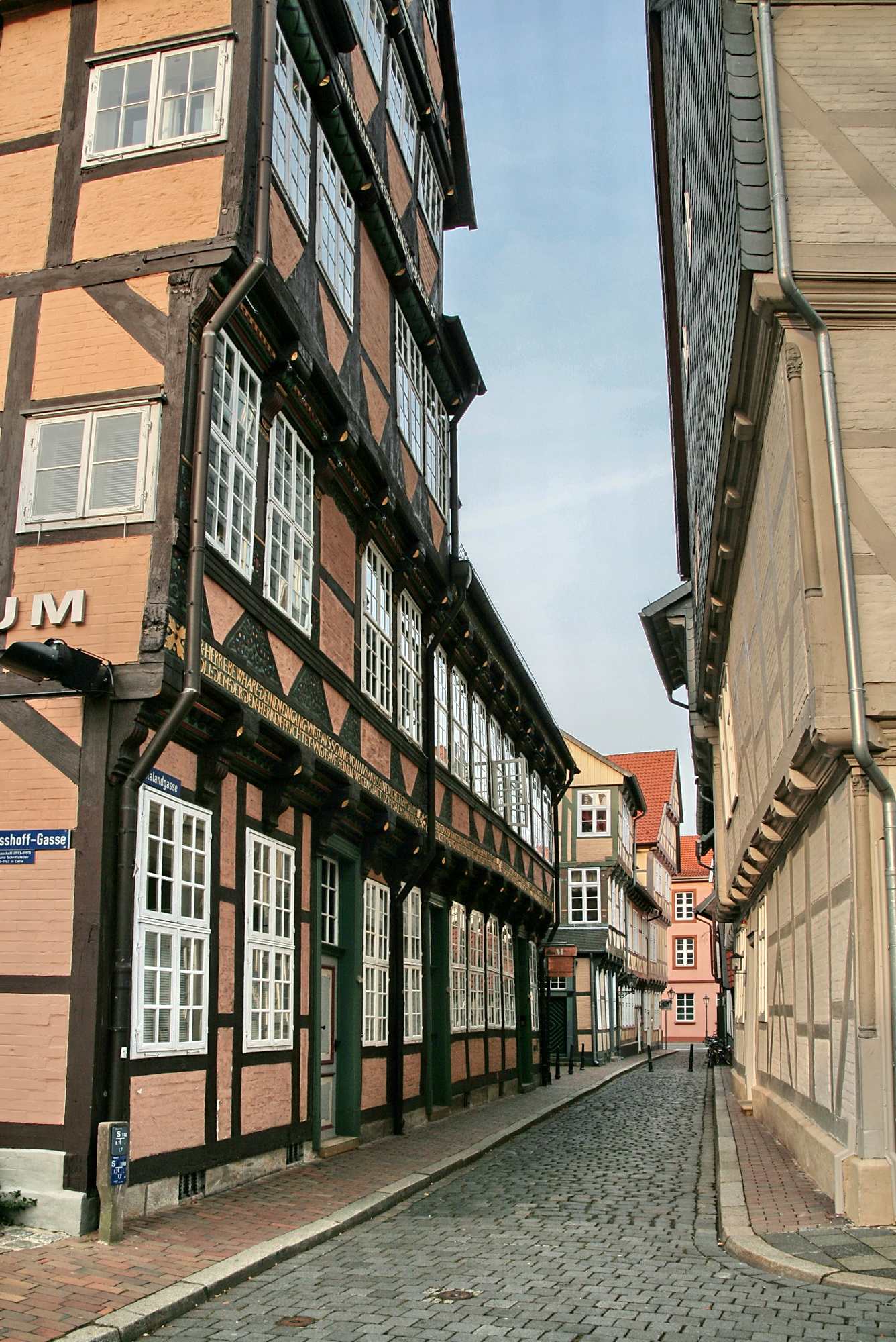
Kalandgasse in Celler Altstadt
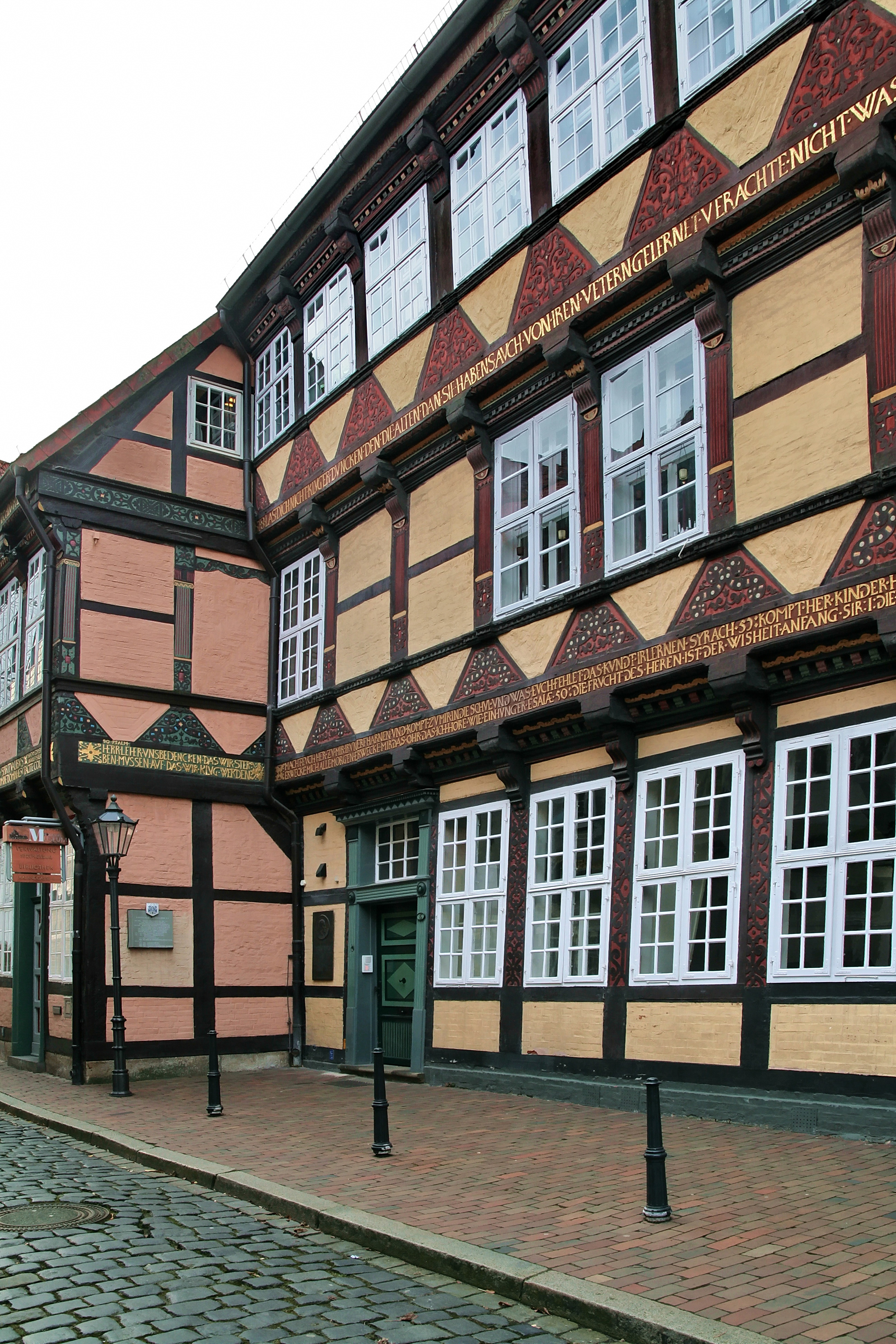
Alte Lateinschule in der Kalandgasse Celle
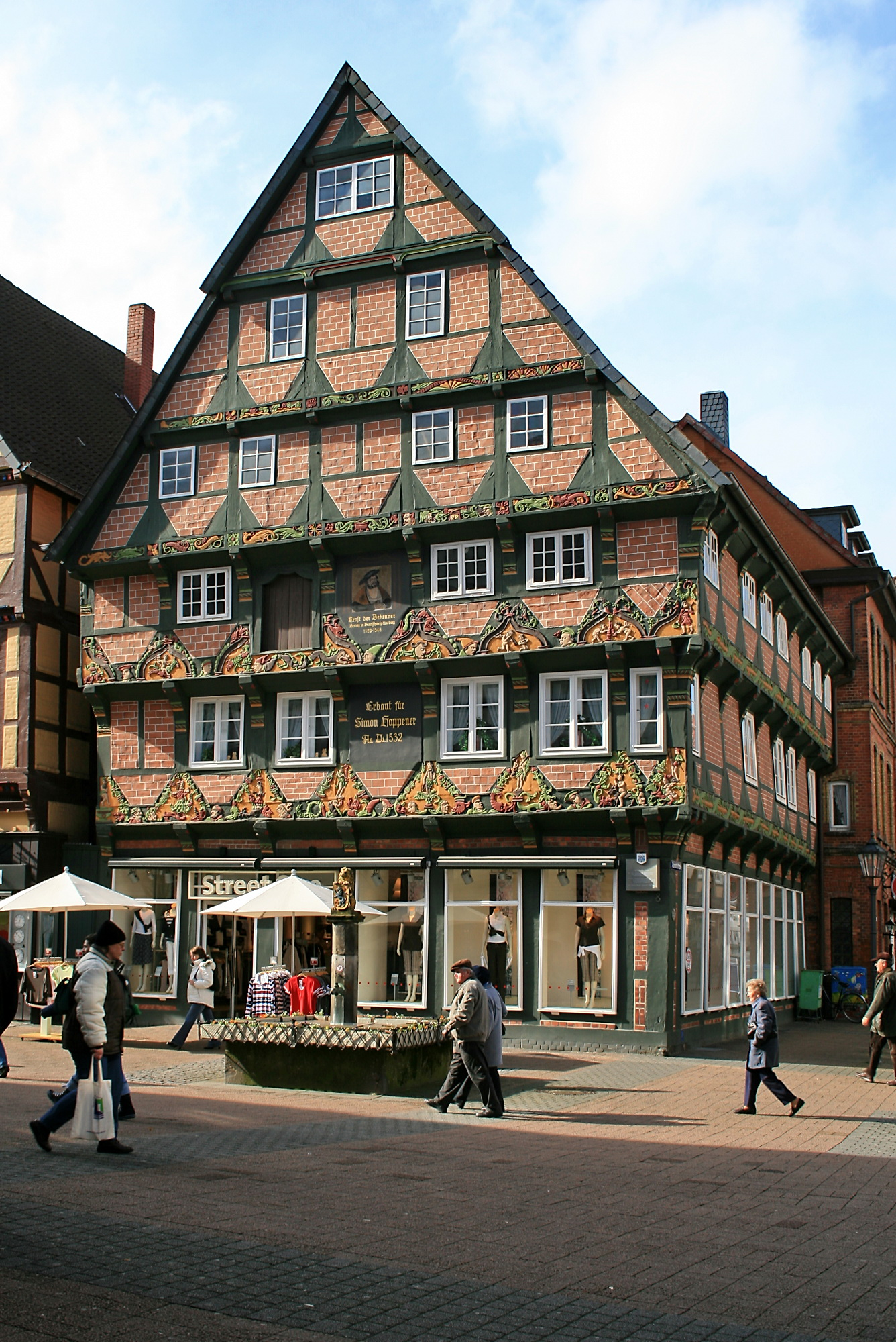
Hoppener Haus in Celle
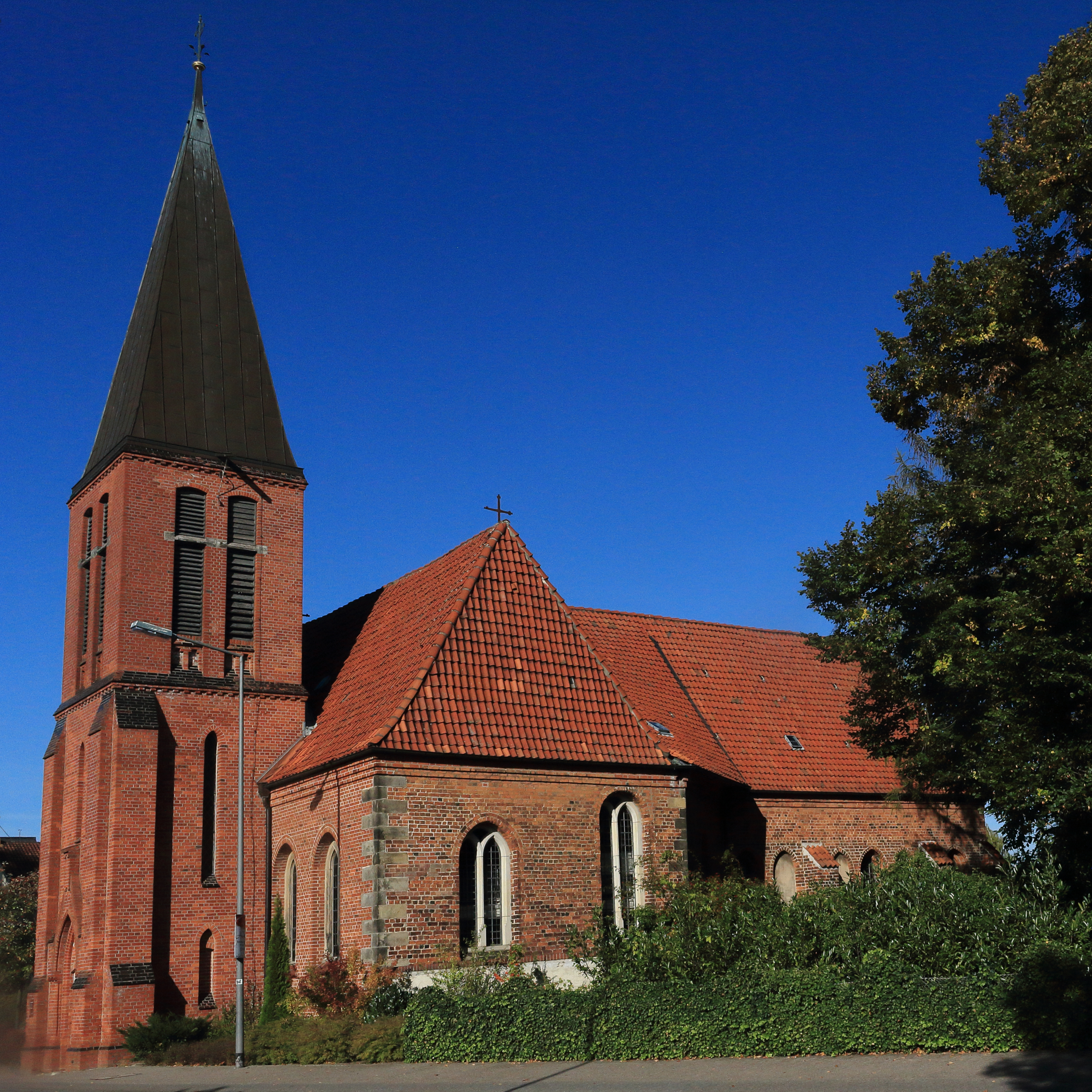
St. Georgkirche in Blumelage
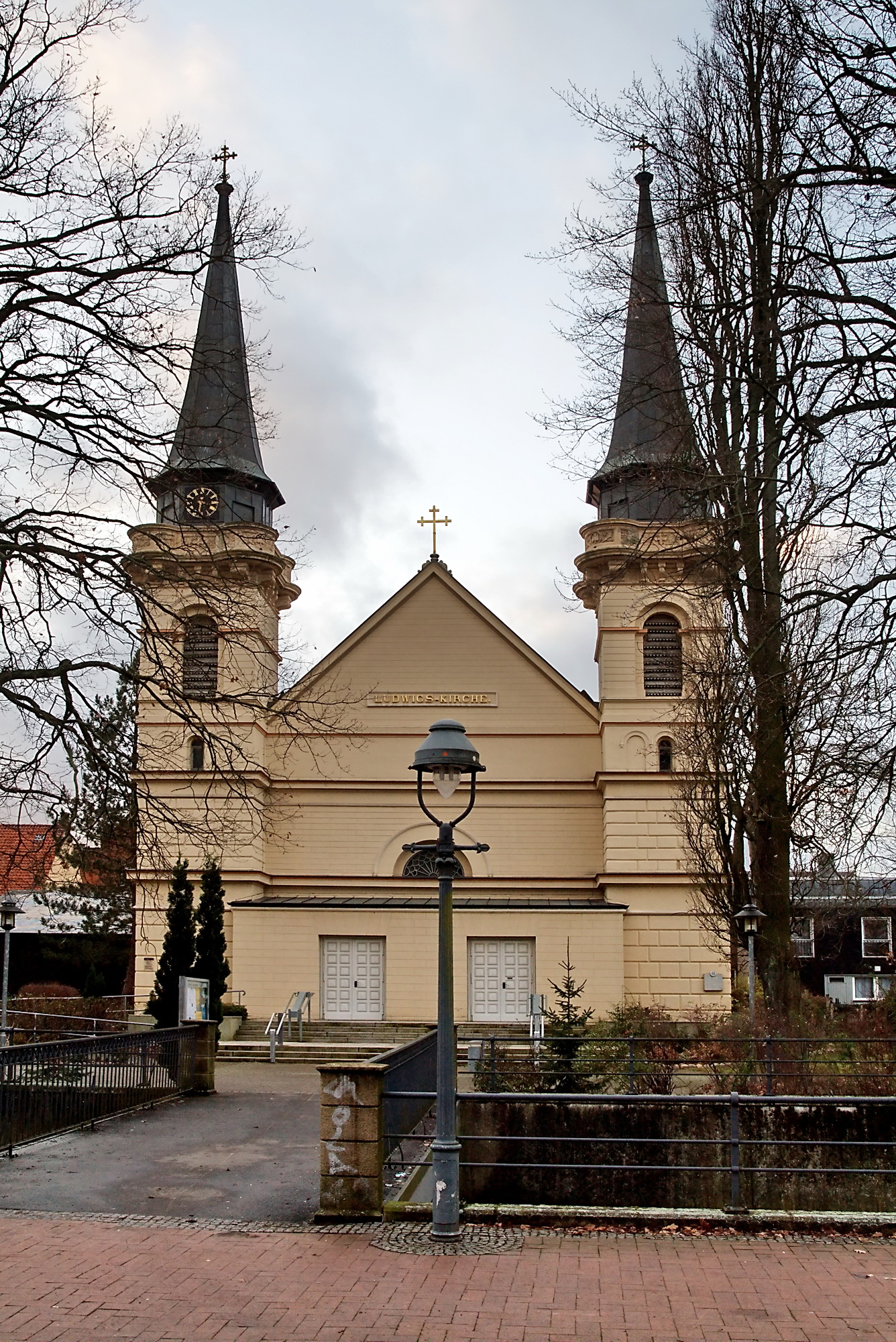
St. Ludwig-Kirche
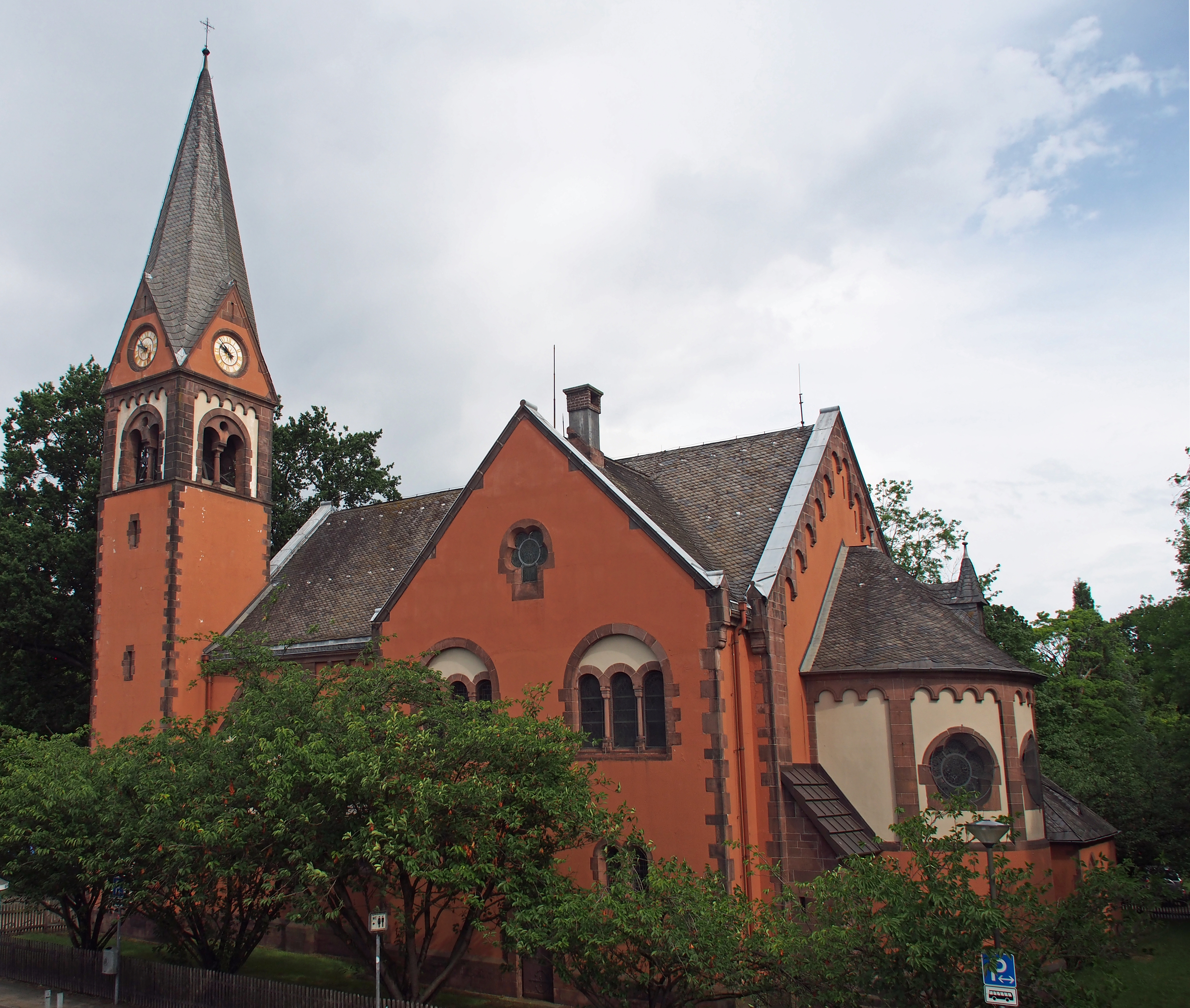
Garnisonskirche

- Liste der Baudenkmale in Celle-Altstadt und Blumlage